# Batis minima
Batis minima е вид птица от семейство Platysteiridae. Видът е почти застрашен от изчезване.

## Разпространение
Видът е разпространен в Камерун, Централноафриканската република, Екваториална Гвинея и Габон.